# Anne-Marie Malingrey
Anne-Marie Malingrey, née le 20 octobre 1904 à Authoison en Haute-Saône et morte le 26 décembre 2002 à Paris 18e, est une professeure émérite de l'Université Lille-III.

## Biographie
La mère d'Anne-Marie Malingrey, Jeanne Malingrey-Rousselot, originaire de Authoison en Haute-Saône, est une arrière-petite-nièce de l'abbé Rousselot. En 1942, elle enseigne les Lettres classiques au lycée Jean-de-La-Fontaine à Paris. Elle échange alors une correspondance avec une élève, Louise Pikovsky, qui est déportée en février 1944.
Elle a publié et traduit des textes grecs d'époque patristique. Elle est Docteur ès lettres à Paris en 1960. Elle propose et introduit en 1974, un colloque à Chantilly, sur Jean Chrysostome et Augustin. Elle réalise le compte-rendu d'un article d'Adalbert-Gautier Hamman, La vie quotidienne des premiers chrétiens (95-197).

### Comme éditrice scientifique
- Jean Chrysostome, Lettres à Olympias, Éditions du Cerf, 1947
- Jean Chrysostome, Saint Jean, 	Sur la Providence de Dieu, Éditions du Cerf, 1961
- Jean Chrysostome, Saint Jean, 	Lettre d'exil, à Olympias et à tous les fidèles, Éditions du Cerf, 1964
- Jean Chrysostome, Saint Jean, 	Sur la vaine gloire et l'éducation des enfants, Éditions du Cerf, 1972
- Jean Chrysostome, Saint Jean, 	Sur le sacerdoce (dialogue et homélie), Éditions du Cerf, 1980
- Palladius, Dialogue sur la vie de Jean Chrysostome 1, Éditions du Cerf, 1988
- Palladius, Dialogue sur la vie de Jean Chrysostome 2, Éditions du Cerf, 1988

### Comme auteure
- Initiation au latin de la Messe, Paris, Les Éditions de l'école
- La littérature grecque chrétienne, « Que sais-je ? », no 1286, PUF, 1968
- La littérature grecque chrétienne, Éditions du Cerf, 1996
- Avec Rousselot, Claude-Germain, Correspondance de l'abbé Rousselot, constituant : 1789-1795, Les Belles Lettres, 1992

### Autre
- Stéphanie Trouillard et Thibaut Lambert, "Si je reviens un jour, les lettres retrouvées de Louise Pikovsky", mars 2020, Des Ronds dans l'O. (Bande dessinée).
- "Les lettres d’une enfant : Louise Pikovsky, déportée à l’âge de 17 ans", émission "Le cours de l'Histoire", France Culture, Radiodiffusion du 11 juin 2020 (lettres échangées entre Louise et Anne-Marie Malingrey, remises à cette dernière au moment de l'arrestation de la famille Pikovsky).